# Catherine-Dominique de Pérignon
Catherine-Dominique de Pérignon, Marquês de Pérignon (Grenade, 31 de maio de 1754 — Paris, 25 de dezembro de 1818) foi um militar francês. Participou nas Guerras revolucionárias francesas e nas Guerras Napoleónicas. Recebeu o título de Marechal do Império em 1804.